# NGC 4431
NGC 4431 este o galaxie lenticulară situată în constelația Fecioara. A fost descoperită în 17 aprilie 1784 de către William Herschel. Se află la o distanță de 17,3 megaparseci de Pământ.